# Distretto di Oum Ali
Il distretto di Oum Ali è un distretto della provincia di Tébessa, in Algeria, con capoluogo Oum Ali.